# Bjelolici kapucin
Bjelolici kapucin (lat. Cebus capucinus) je vrsta majmuna iz porodice Cebidae, koja obitava u tropskim kišnim šumama Južne i Srednje Amerike. Neki znanstvenici smatraju kako postoje tri podvrste bjelolicog kapucina, a temelji se na malim razlikama u izgledu:
- C. c. capucinus, južni dio Ekvadora, Kolumbiji i istočna Panama
- C. c. imitator, većina Nikaragve, Kostarika i zapadna Panama
- C. c. limitaneus, Honduras i sjever Nikaragve

Međutim, drugi znanstvenici ne priznaju nikakve zasebne podvrste, a smatraju kako su C. c. imitator i C. c. limitaneus sinonimi za C. capucinus.

## Opis
Bjeloglavog kapucini su vrlo društveni i žive u grupama od po 16 jedinki u prosjeku; oko tri četvrtine su ženke. U prosjeku, ženke rađaju svakih 27 mjeseci, iako se pare tijekom cijele godine.
Dnevne su životinje te su izvrsni penjači i jako dobro skaču. Ovi majmuni su svežderi, a hrane se prije svega voćem i kukcima.